# Elevation Tour
De Elevation Tour is een tour van de Ierse band U2.
De tour werd gehouden ter promotie van het album All That You Can't Leave Behind.

## ATYCLB Promo Tour
De zogenaamde Promo Tour voor het album begon op 27 september 2000 in het Clarence Hotel in Dublin. Op 9 december 2000 werd dit deel van de Elevation Tour afgesloten in de NBC Studio's in New York.

## 1st leg
De 1st leg ("eerste poot") van de tour begon op 24 maart 2001 in Fort Lauderdale in Florida. Drie maanden later werd deze leg beëindigd op 22 juni in East Rutherford (New Jersey).
Deze leg voerde de band alleen door Noord-Amerika en Canada.

## 2nd leg
De zogenaamde 2nd leg ("tweede poot") begon op 6 juni 2001 in het Forum in Kopenhagen en eindigde op 1 september in Slane Castle in Ierland. Dit laatste concert is ook opgenomen en uitgebracht onder de naam U2 Go Home: Live from Slane Castle.
Tijdens deze leg stond de band op 31 juli, 1 en 3 augustus in het GelreDome in Arnhem.

## 3rd leg
Tijdens deze laatste leg toerde U2 opnieuw door Noord-Amerika en Canada. Deze leg begon op 10 oktober 2001 in South Bend (Indiana) en eindigde op 2 december in Miami.
Bono · The Edge · Adam Clayton · Larry Mullen jr.